# America's Got Talent
America's Got Talent, vaak ook aangeduid als AGT, is een Amerikaans talentenjacht, bedacht door Simon Cowell. Het is de eerste versie van het 'Got Talent'-format. Het programma wordt uitgezonden door de NBC en bestaat uit een totaal van dertien seizoenen.
Het programma trok veel kijkers waardoor het Got Talent format doorverkocht werd aan andere landen zoals het Verenigd Koninkrijk (Britain's Got Talent), Nederland (Holland's Got Talent) en België (Belgium's Got Talent).

## Format
In dit programma wordt gezocht naar een nieuw uniek talent en is niet leeftijd-gebonden, dus zowel kinderen als ouderen mogen meedoen. Het talent van een deelnemer mag van alles zijn; denk hierbij aan onderdelen zoals zang, dans, cabaret en acrobatiek. Het programma bestaat uit de volgende drie verschillende onderdelen: de auditierondes, de 'judge cuts' en de liveshows.

### Auditierondes
Het programma begint met de auditierondes. De audities van het programma vinden plaats op een podium voor een groot live publiek en een driekoppige jury. Deze werd in seizoen acht uitgebreid naar een vierkoppige jury. Elk jurylid beschikt over een rode knop waarmee een rood verlicht kruis (X) kan worden geactiveerd. Zolang niet alle drie (vanaf seizoen acht alle vier) de kruisen oplichten, mag de kandidaat de act uitvoeren tot een maximum van drie minuten. Echter, indien alle kruisen oplichten dan moet de kandidaat de act direct beëindigen. Wanneer de act is afgelopen of beëindigd door de jury wordt het vervolgens beoordeeld en wordt besloten of het geschikt is voor een eventuele plaats in de liveshows. Krijgt de act twee van de drie stemmen (sinds seizoen acht drie van de vier stemmen) dan gaat de act door naar de beslissingsronde. In het geval dat er te veel acts door zijn gegaan worden uit deze acts de beste gefilterd en deze gaan door naar de liveshows.
Vanaf het negende seizoen kwam de gouden knop (Golden Buzzer) erbij: wanneer een jurylid op deze knop slaat is deze act gelijk door naar de liveshows. Elk jurylid mag de gouden knop één keer per seizoen indrukken.

### Judge Cuts
Na de auditierondes volgen de Judge Cuts: de verschillende kandidaten mogen nogmaals een optreden voor de jury uitvoeren, hieruit worden de beste acts gehaald die door mogen naar de liveshows.

### Liveshows
Na de auditierondes volgen de liveshows. Deze bestaan uit drie onderdelen: de kwartfinales, de halve finales en afsluitend de finale. Tijdens deze liveshows komen elke keer de winnende acts terug. Door middel van het thuispubliek, dat kan bellen en sms'en op hun favoriete act, worden de beste acts uitgekozen die door mogen naar de volgende liveshows. Anders dan de Nederlandse versie bestaan de kwartfinales uit vier uitzendingen en de halve finales uit twee uitzendingen; in Nederland zijn er van elke een. Daarnaast wordt de uitslag van alle liveshows pas de volgende dag bekendgemaakt in een aparte uitzending.
Na alle acts mogen de juryleden in samenwerking met het publiek thuis bepalen wie er door gaat naar de finale. Hier wordt door middel van het thuisstemmen een winnaar uit gekozen.

## Presentatie
Het eerste seizoen van het programma werd gepresenteerd door Regis Philbin. Philbin vertrok echter al na een seizoen waardoor Jerry Springer het presentatiestokje overnam. Na twee seizoenen stopte Springer, waardoor vanaf seizoen 4 die in 2009 werd uitgezonden Nick Cannon als nieuwe presentator kwam. Cannon heeft als langste als presentator bij het programma gezeten: hij gaf na acht seizoenen in 2017 aan te gaan stoppen doordat hij en de televisiezender NBC problemen met elkaar kregen. Vanaf het twaalfde seizoen wordt het programma gepresenteerd door de eerste presentatrice van het programma, Tyra Banks. Banks werd in het veertiende seizoen in 2019 vervangen door presentator Terry Crews.
| Presentatoren  | S1 | S2 | S3 | S4 | S5 | S6 | S7 | S8 | S9 | S10 | S11 | S12 | S13 | S14 | S15 | S16 | S17 | S18 | S19 | S20 |
| -------------- | -- | -- | -- | -- | -- | -- | -- | -- | -- | --- | --- | --- | --- | --- | --- | --- | --- | --- | --- | --- |
| Regis Philbin  |    |    |    |    |    |    |    |    |    |     |     |     |     |     |     |     |     |     |     |     |
| Jerry Springer |    |    |    |    |    |    |    |    |    |     |     |     |     |     |     |     |     |     |     |     |
| Nick Cannon    |    |    |    |    |    |    |    |    |    |     |     |     |     |     |     |     |     |     |     |     |
| Tyra Banks     |    |    |    |    |    |    |    |    |    |     |     |     |     |     |     |     |     |     |     |     |
| Terry Crews    |    |    |    |    |    |    |    |    |    |     |     |     |     |     |     |     |     |     |     |     |

## Juryleden
De oorspronkelijke bezetting van het jurypanel bestond uit de driekoppige jury Brandy Norwood, David Hasselhoff en Piers Morgan. Norwood verliet na één seizoen al het programma en werd vervangen door actrice Sharon Osbourne. Deze jurygroep bleef ongewijzigd tot het einde van seizoen 4; Hasselhof stopte en werd vervangen door Howie Mandel. Deze samenstelling bleef twee seizoenen samen, vervolgens werd Morgan vervangen door Howard Stern.
Deze driekoppige jury bleef samen voor één seizoen, daarna ging het jurypanel door een metamorfose. Osbourne stopte als jurylid en in plaats van dat er één vervanger voor haar kwam, kwamen er twee. Ze werd vervangen door Heidi Klum en Mel B. Dit was voor het eerst in het programma dat de driekoppige jury was veranderd in een vierkoppige jury. Deze samenstelling bleef drie seizoenen bestaan; vanaf dat moment moest Stern plaats maken voor Simon Cowell. Cowell heeft het programma bedacht en zit tevens al sinds het eerste seizoen als jurylid bij Britain's Got Talent. Deze laatst genoemde samenstelling vormde drie seizoenen de vaste jurygroep. Voor het veertiende seizoen in 2019 werden Heidi Klum en Mel B vervangen door Gabrielle Union en Julianne Hough. Beide dames keerde na dit seizoen niet meer terug. Voor seizoen vijftien in 2020 keerde Heidi Klum terug als jurylid en Sofia Vergara werd als nieuw jurylid verwelkomt.
| Juryleden        | S1 | S2 | S3 | S4 | S5 | S6 | S7 | S8 | S9 | S10 | S11 | S12 | S13 | S14 | S15 | S16 | S17 | S18 | S19 | S20 |
| ---------------- | -- | -- | -- | -- | -- | -- | -- | -- | -- | --- | --- | --- | --- | --- | --- | --- | --- | --- | --- | --- |
| Brandy Norwood   |    |    |    |    |    |    |    |    |    |     |     |     |     |     |     |     |     |     |     |     |
| David Hasselhoff |    |    |    |    |    |    |    |    |    |     |     |     |     |     |     |     |     |     |     |     |
| Piers Morgan     |    |    |    |    |    |    |    |    |    |     |     |     |     |     |     |     |     |     |     |     |
| Sharon Osbourne  |    |    |    |    |    |    |    |    |    |     |     |     |     |     |     |     |     |     |     |     |
| Howie Mandel     |    |    |    |    |    |    |    |    |    |     |     |     |     |     |     |     |     |     |     |     |
| Howard Stern     |    |    |    |    |    |    |    |    |    |     |     |     |     |     |     |     |     |     |     |     |
| Mel B            |    |    |    |    |    |    |    |    |    |     |     |     |     |     |     |     |     |     |     |     |
| Heidi Klum       |    |    |    |    |    |    |    |    |    |     |     |     |     |     |     |     |     |     |     |     |
| Simon Cowell     |    |    |    |    |    |    |    |    |    |     |     |     |     |     |     |     |     |     |     |     |
| Gabrielle Union  |    |    |    |    |    |    |    |    |    |     |     |     |     |     |     |     |     |     |     |     |
| Julianne Hough   |    |    |    |    |    |    |    |    |    |     |     |     |     |     |     |     |     |     |     |     |
| Sofia Vergara    |    |    |    |    |    |    |    |    |    |     |     |     |     |     |     |     |     |     |     |     |

## Seizoenenoverzicht
Van het programma zijn in totaal dertien seizoen uitgezonden. Hieronder is een tabel te zien met de gegevens van de afgelopen seizoenen.
| Seizoen | Start        | Finale            | Winnaar                     | Tweede             | Derde plaats        | Presentatie    | Jury         | Jury            | Jury             | Jury         | Gastjurylid                                                                   |
| ------- | ------------ | ----------------- | --------------------------- | ------------------ | ------------------- | -------------- | ------------ | --------------- | ---------------- | ------------ | ----------------------------------------------------------------------------- |
| 1       | 21 juni 2006 | 17 augustus 2006  | Bianca Ryan                 | All That           | The Millers         | Regis Philbin  | Piers Morgan | Brandy Norwood  | David Hasselhoff |              |                                                                               |
| 2       | 5 juni 2007  | 21 augustus 2007  | Terry Fator                 | Cas Haley          | Butterscotch        | Jerry Springer | Piers Morgan | Sharon Osbourne | David Hasselhoff |              |                                                                               |
| 3       | 17 juni 2008 | 1 oktober 2008    | Neal E. Boyd                | Eli Mattson        | Nuttin' But Stringz | Jerry Springer | Piers Morgan | Sharon Osbourne | David Hasselhoff |              |                                                                               |
| 4       | 23 juni 2009 | 16 september 2009 | Kevin Skinner               | Bárbara Padilla    | Recycled Percussion | Nick Cannon    | Piers Morgan | Sharon Osbourne | David Hasselhoff |              |                                                                               |
| 5       | 1 juni 2010  | 15 september 2010 | Michael Grimm               | Jackie Evancho     | Fighting Gravity    | Nick Cannon    | Piers Morgan | Sharon Osbourne | Howie Mandel     |              |                                                                               |
| 6       | 31 mei 2011  | 14 september 2011 | Landau Eugene Murphy jr.    | Silhouettes        | Team iLuminate      | Nick Cannon    | Piers Morgan | Sharon Osbourne | Howie Mandel     |              |                                                                               |
| 7       | 14 mei 2012  | 13 september 2012 | Olate Dogs                  | Tom Cotter         | William Close       | Nick Cannon    | Howard Stern | Sharon Osbourne | Howie Mandel     |              |                                                                               |
| 8       | 4 juni 2013  | 18 september 2013 | Kenichi Ebina               | Taylor Williamson  | Jimmy Rose          | Nick Cannon    | Howard Stern | Mel B           | Heidi Klum       | Howie Mandel |                                                                               |
| 9       | 27 mei 2014  | 17 september 2014 | Mat Franco                  | Emily West         | AcroArmy            | Nick Cannon    | Howard Stern | Mel B           | Heidi Klum       | Howie Mandel |                                                                               |
| 10      | 26 mei 2015  | 16 september 2015 | Paul Zerdin                 | Drew Lynch         | Oz Pearlman         | Nick Cannon    | Howard Stern | Mel B           | Heidi Klum       | Howie Mandel | Neil Patrick Harris, Michaël Bublé, Marlon Wayans, Piers Morgan               |
| 11      | 31 mei 2016  | 14 september 2016 | Grace VanderWaal            | The Clairvoyants   | Jon Dorenbos        | Nick Cannon    | Howie Mandel | Mel B           | Heidi Klum       | Simon Cowell | George Lopez, Reba McEntire, Ne-Yo, Louis Tomlinson                           |
| 12      | 30 mei 2017  | 20 september 2017 | Darci Lynne Farmer          | Angelica Hale      | Light Balance       | Tyra Banks     | Howie Mandel | Mel B           | Heidi Klum       | Simon Cowell | Chris Hardwick, DJ Khaled, Laverne Cox, Seal                                  |
| 13      | 29 mei 2018  | 19 september 2018 | Shin Lim                    | Zurcaroh           | Brian King Joseph   | Tyra Banks     | Howie Mandel | Mel B           | Heidi Klum       | Simon Cowell | Ken Jeong, Olivia Munn, Martina McBride, Chris Hardwick                       |
| 14      | 28 mei 2019  | 18 september 2019 | Kodi Lee                    | Detroit Your Choir | Ryan Niemiller      | Terry Crews    | Howie Mandel | Gabrielle Union | Julianne Hough   | Simon Cowell | Brad Praisley, Dwyane Wade, Ellie Kemper, Jay Leno, Sean Hayes, Queen Latifah |
| 15      | 26 mei 2020  | 23 september 2020 | Brandon Leake               | Broken Roots       | Cristina Rae        | Terry Crews    | Howie Mandel | Heidi Klum      | Sofia Vergara    | Simon Cowell | Kenan Thompson, Kelly Clarkson, Eric Stonestreet                              |
| 16      | 1 juni 2021  | 25 september 2021 | Dustin Tavella              | Aidan Bryant       | Josh Blue           | Terry Crews    | Howie Mandel | Heidi Klum      | Sofia Vergara    | Simon Cowell |                                                                               |
| 17      | 31 mei 2022  | 14 september 2022 | Mayya's                     | Kristy Sellars     | Drake Milligan      | Terry Crews    | Howie Mandel | Heidi Klum      | Sofia Vergara    | Simon Cowell |                                                                               |
| 18      | 30 mei 2023  | 20 september 2023 | Adrian Stoica and Hurricane | Anna DeGuzman      | Mumuration          | Terry Crews    | Howie Mandel | Heidi Klum      | Sofia Vergara    | Simon Cowell |                                                                               |
| 19      | 28 mei 2024  | 24 september 2024 | Richard Goodall             | Roni Sagi & Rhythm | Sky Elements        | Terry Crews    | Howie Mandel | Heidi Klum      | Sofia Vergara    | Simon Cowell |                                                                               |
| 20      | 2025         | 2025              |                             |                    |                     | Terry Crews    | Howie Mandel | Mel B           | Sofia Vergara    | Simon Cowell |                                                                               |

## Spin-offs

### America's Got Talent: The Champions
Op 7 januari 2019 startte de spin-off America's Got Talent: The Champions. Deelnemers uit alle jaren van de Got-Talent franchise konden meedoen, van winnaars tot opmerkelijke acts. De jury bestond uit Simon Cowell, Heidi Klum, Mel B en Howie Mandel. De presentatie was in handen van Terry Crews.
Op 6 januari 2020 startte het 2de seizoen. De jurypanel was grotendeels hetzelfde enkel werd Mel B vervangen door Alesha Dixon. De presentatie was opnieuw in handen van Terry Crews.

### AGT: Extreme
Op 14 maart 2022 startte deze special waarbij men voornamelijk richt op stuntartiesten. De jury bestond uit Simon Cowell, Nikki Bella en Travis Pastrana. De presentatie was in handen van Terry Crews

### America's Got Talent: All-Stars
Op 2 januari 2023 startte deze special waarbij winnaars en finalisten, fanfavorieten en andere uit voorgaande seizoenen van America's Got Talent en de rest van de Got Talent- franchise deel konden nemen. De jury bestond uit Simon Cowell, Heidi Klum en Howie Mandel. De presentatie was in handen van Terry Crews.

### AGT: Fantasy League
Op 1 januari 2024 startte AGT: Fantasy League waarbij winnaars en finalisten, fanfavorieten en andere uit voorgaande seizoenen van America's Got Talent en de rest van de Got Talent- franchise waarbij elk jurylid als mentor dient. De jury bestond uit Simon Cowell, Heidi Klum, Mel B en Howie Mandel. De presentatie was in handen van Terry Crews.

### Overzicht
| Seizoen         | Start            | Einde            | Winnaar                     | Presentatie | Jury         | Jury        | Jury            | Jury         |
| --------------- | ---------------- | ---------------- | --------------------------- | ----------- | ------------ | ----------- | --------------- | ------------ |
| The Champions 1 | 7 januari 2019   | 18 februari 2019 | Shin Lim                    | Terry Crews | Simon Cowell | Heidi Klum  | Mel B           | Howie Mandel |
| The Champions 2 | 6 januari 2020   | 17 februari 2020 | V. Ubeateable               | Terry Crews | Simon Cowell | Heidi Klum  | Alesha Dixon    | Howie Mandel |
| Extreme         | 21 februari 2022 | 14 maart 2022    | Alfredo Silva's cage Riders | Terry Crews | Simon Cowell | Nikki Bella | Travis Pastrana |              |
| All-Stars       | 2 januari 2023   | 27 februari 2023 | Aiden Bryant                | Terry Crews | Simon Cowell | Heidi Klum  |                 | Howie Mandel |
| Fantasy League  | 1 januari 2024   | 19 februari 2024 | Ramadhani Brothers          | Terry Crews | Simon Cowell | Heidi Klum  | Mel B           | Howie Mandel |

## Achtergrond

### Waardering
Het programma was een succes in Amerika en ook andere landen toonde interesse voor het programma, zo wordt de Amerikaanse versie in verschillende landen uitgezonden zoals Engeland en Indonesië. Daarna kwam er zoveel belangstelling voor het programma dat verschillende landen hun eigen America's Got Talent versie gingen maken en uitzenden. Het Got Talent format werd in totaal aan ruim 58 landen wereldwijd verkocht waaronder in Brazilië, Kazachstan, Moldavië en IJsland. Andere bekende versies van het programma zijn onder andere Belgium's Got Talent, Britain's Got Talent en de Nederlandse variant Holland's Got Talent. Op 7 april 2014 werd het format Got Talent een record van Guinnes Book of Records toegewezen als meest succesvolste televisieformat ooit.
Het programma wordt op de Amerikaanse bodem relatief goed bekeken en scoort vaak tussen de tien en dertien miljoen kijkers, met uitschieters naar de zestien miljoen kijkers.

### Simon Cowell als jury
Simon Cowell is de bedenker van het format Got Talent waar het programma America's Got Talent vanaf stamt. Cowell is sinds het eerste seizoen al als jurylid te zien bij de Engelse variant Britain's Got Talent, het was de bedoeling dat Cowell ook in de beginjaren in de jury zou komen bij America's Got Talent. Echter op het moment had hij een contract lopen met het programma American Idol waar hij al als jury zat, in dit contract stond dat Cowell tijdens het lopende contract alleen op de Amerikaanse televisie op zender Fox mocht verschijnen. America's Got Talent wordt uitgezonden door NBC en hierdoor kon hij niet eerder als jury komen. Toen het contract met American Idol verliep stopte Cowell en stapte over naar NBC om als jury het programma America's Got Talent te versterken, hier is hij sinds het elfde seizoen te zien.

### Glennis Grace
In het dertiende seizoen van het programma deed de Nederlandse zangeres Glennis Grace mee.
Tijdens de auditierondes, aflevering van 27 juni 2018, zong Grace het nummer Run to You van Whitney Houston. Te zien was dat Grace na de vertolking van het nummer een staande ovatie van het publiek en de vierkoppige jury kreeg en met 100% van de stemmen door was naar de volgende ronde. De video met de auditie van Grace behaalde binnen 24 uur tijd 1,3 miljoen weergaven en ging vervolgens viraal. Op 7 augustus 2018 mocht Grace voor een tweede keer voorzingen, ditmaal met het nummer Nothing Compares 2 U van Prince. Ook voor deze uitvoering ontving ze een staande ovatie van het publiek en lovende kritieken van de gehele jury waaronder van Simon Cowell en Mel B. Hiermee was ze door naar de kwartfinale, die als liveshow wordt uitgezonden. Op 21 augustus mocht Grace optreden in de kwartfinale. Dit keer bracht ze het nummer Never Enough van Loren Allred, uit de film The Greatest Showman ten gehore. Een dag later vond de uitzending plaats waarin de uitslag werd bekendgemaakt. Grace had genoeg stemmen van de kijkers gekregen, waardoor ze zich plaatste voor de halve finale. In de halve finale vertolkte Grace het nummer This Woman's Work van Kate Bush en na het optreden ontving ze van de jury wederom een staande ovatie en lovende kritieken. In een aparte uitzending een dag later werd bekendgemaakt dat Grace door is naar de finale en een van de tien finalisten is. In de finale vertolkte Grace het nummer Run van Snow Patrol. Jurylid Simon Cowell vond haar optreden 'sensationeel'. Een dag later in een aparte finale uitzending trad Grace nogmaals op, ze zong het nummer I'm A Mess dat overliep in Meant To Be samen met Amerikaanse zangeres Bebe Rexha waar tevens ook de nummers van zijn. Het publiek was enthousiast en meerdere gaven aan dat Grace de nummers beter vertolkte dan Rexha, echter de lijnen van het stemmen waren toen al gesloten. Voordat ze naar de uitslag van de finale gingen werd eerst van de tien finalisten de eerste vijf afvallers bekendgemaakt. Grace viel hierbij af en wist geen plaats in de top 5 te bemachtigen.